# Рід Гоффман
Рід Гарретт Гоффман (англ. Reid Garrett Hoffman; нар. 5 серпня 1967, Стенфорд) — американський підприємець, венчурний капіталіст і письменник. Гоффман — співзасновник LinkedIn, соціальної мережі для встановлення ділових контактів.
Мільярдер, у рейтингу журналу Forbes в 2015 році стан оцінюється в $4,7 млрд.

## Освіта і початок кар'єри
Рід Гоффман народився в Станфорді (Каліфорнія). Батьки: Діанна Рут Раттер (англ. Deanna Ruth Rutter) і Вільям Паркер Гоффман мол. (англ. William Parker Hoffman, Jr.). Виріс у Берклі (Каліфорнія).
Гоффман навчався в школі Путні (англ. The Putney School), потім вступив до Стенфордського університету, де отримав стипендію Маршалла і Dinkelspiel Award. Закінчив університет у 1990 році зі ступенем бакалавра природничих наук зі спеціалізацією в галузі когнітивістики. Гоффман продовжив освіту в Оксфорді, де в 1993 році отримав ступінь магістра в галузі філософії.
За словами Гоффмана, академічна кар'єра приваблювала його можливістю чинити «вплив», але пізніше він зрозумів, що кар'єра підприємця в цьому сенсі більш перспективна. «Закінчивши Стенфорд, я збирався стати професором і громадським діячем. Мова йшла не про цитування Канта, а про те, щоб звертати увагу суспільства на те, ким ми є і ким повинні бути як окремі особи, так і суспільство в цілому. Але я зрозумів, що книги, які пишуть професори, читають 50–60 осіб, а мені хотілося більшого впливу».
Пропрацювавши в Apple і Fujitsu в галузі управління продуктом, Рід Гоффман створив свою першу компанію — SocialNet.com службу інтернет-знайомств. У 1999 році він вийшов з невдалого проєкту.

## PayPal
Працюючи в SocialNet, Гоффман входив до ради директорів нещодавно утвореної компанії PayPal, електронної платіжної системи, а пізніше повністю перейшов туди на роботу. До поглинання компанії eBay в 2002 році він займав посаду Виконавчого віцепрезидента, відповідаючи за всі зовнішні зв'язки компанії.

## LinkedIn

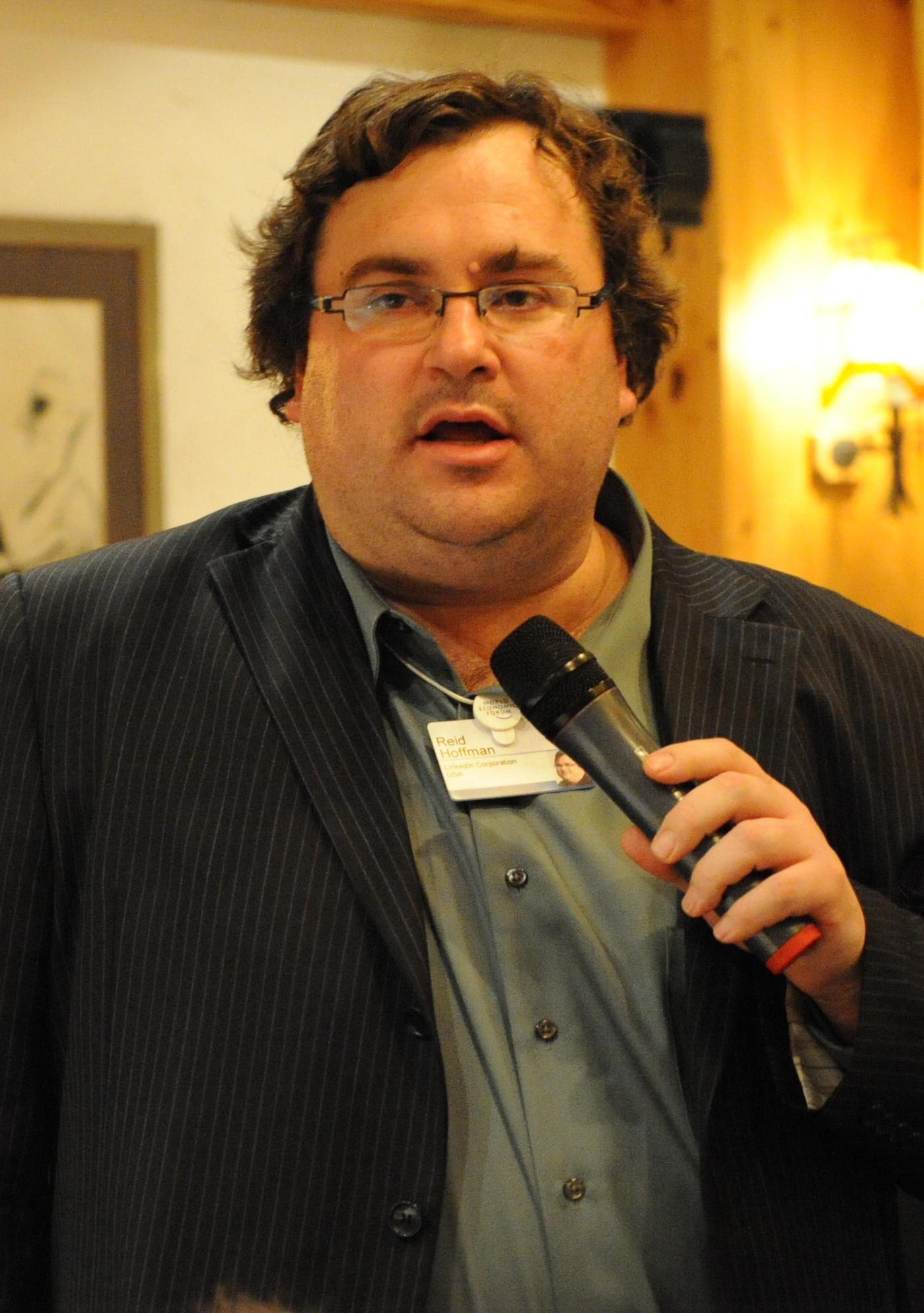

Рід Гоффман створив LinkedIn, одну з перших ділових соціальних мереж в Інтернеті, в грудні 2002 року. Він був генеральним директором компанії перші чотири роки, потім став Головою ради директорів і президентом у лютому 2007 року. В даний час Гоффман є Виконавчим головою ради директорів.
Після IPO, проведеного 19 травня 2011 року, частка Ріда Гоффмана у компанії оцінюється в 2,34 млрд доларів, без урахування можливих доходів від фонду Greylock Partners, партнером в якому він став у 2009 році.

## Інвестиції
Після продажу PayPal eBay, Гоффман став одним з найбільш успішних бізнес-ангелів Кремнієвої долини. На думку венчурного капіталіста Девіда Сзе (англ. David Sze), Хоффман «ймовірно, найуспішніший бізнес-ангел останнього десятиліття». Він вклав кошти в 80 технологічних компаній, інвестувавши на початковому етапі в такі відомі проєкти як Facebook, Digg, Zynga, Ning, Flickr, Last.fm Six Apart. У 2010 році Гоффман приєднався до фонду Greylock Partners і управляє $20 млн їх Discovery Fund.

### Facebook
Як пише у своїй книзі «Ефект Facebook» (англ. The Facebook Effect) Девід Кіркпатрік (англ. David Kirkpatrick), Гоффман організував першу зустріч Марка Цукерберга і Пітера Тіля, в результаті Тіль вклав перші $500,000 в компанію. Гоффман також інвестував в Facebook одним з перших.

### Zynga
Рід Гоффман вклав кошти і став членом ради директорів компанії Zynga на першому етапі збору коштів. Гоффман і гендиректор Zynga Mark Pincus є співвласниками Six Degrees Patent. Станом на серпень 2012 Zynga є публічною компанією з капіталізацією $2.48 мільярда.

### Інші інвестиції
Крім названого вище, Гоффман також інвестував в компанії Wikia, Permuto, SixApart, thesixtyone, Tagged, IronPort, Flickr, Digg, Ping.fm, Nanosolar, Care.com, Knewton, Kongregate, Last.fm, Technetto, OneKingsLane, Wrapp, Edmodo і shopkick.

## Благодійність
Рід Гоффман перебуває в радах директорів організацій «Do Something» (молодіжна організація), The Weekend to be Named Later, Kiva (мікро-фінансування), Mozilla (творець Firefox), Exploratorium (музей науки і мистецтва). Гоффман також підтримує QuestBridge.